# 王冠賞
王冠賞（おうかんしょう）は、ホッカイドウ競馬で施行される地方競馬の重賞競走である。ケイバブックより優勝杯の提供を受けており、名称は「競馬ブック杯 王冠賞」と表記される。

## 概要
1980年に創設されたサラブレッド系4歳（現3歳）の重賞競走。ホッカイドウ競馬の3歳三冠競走の最終戦に位置づけられている。地方交流競走にも指定され、他地区所属馬も出走が可能。
開催日程などの都合で開催地や距離がたびたび変わっている。1996年から2006年は旭川競馬場・ダート1600m、2007年と2008年は旭川競馬場・ダート2100m、2009年から2014年までは門別競馬場・ダート2600m、2015年からは門別競馬場・ダート1800mでの施行となっている。
2019年から2023年まで行われた「3歳秋のチャンピオンシップ」シリーズにおいてカテゴリーB競走に指定されており、本競走とダービーグランプリの双方に優勝した馬の馬主にはボーナス賞金800万円が贈られることになっていた。

### 条件・賞金等（2025年）
出走条件
サラ系3歳、地方全国交流。
負担重量
定量。57kg、牝馬2kg減
賞金等
賞金額は1着1000万円、2着280万円、3着210万円、4着140万円、5着70万円。
スタリオンシリーズに指定されており、グレナディアガーズの翌年度の配合権利が優勝馬馬主への副賞となっている。
その他
（一社）JBC協会きゅう舎スタッフ特別賞対象競走となっている。

### 菊花賞トライアルへのステップレース
本競走はJRA京都競馬場で行われる菊花賞（GI）を目指すトライアル競走への北海道ブロック代表馬選定競走としても施行されており、優勝馬はセントライト記念（GII・中山競馬場）または神戸新聞杯（GII・阪神競馬場）への出走が可能になる。
セントライト記念・神戸新聞杯のいずれかで3着までに入着すると、菊花賞へ出走可能となる｡
ホッカイドウ競馬では冬季休催期間があるため、他のJRA3歳クラシック競走（皐月賞・東京優駿（日本ダービー）・桜花賞・優駿牝馬（オークス））へ向けたステップレースにはブロック代表馬選定競走が設けられておらず、JRA3歳クラシック競走へ向けたステップレースは本競走が唯一となる。

## 歴代優勝馬
優勝馬の馬齢は2000年まで旧表記、2001年以降は現表記。
Rはコースレコード。
| 回数   | 施行日        | 開催地 | 距離  | 頭数 | 優勝馬             | 性齢 | 所属   | タイム  | 優勝騎手   | 管理調教師 |
| ------ | ------------- | ------ | ----- | ---- | ------------------ | ---- | ------ | ------- | ---------- | ---------- |
| 第1回  | 1980年8月3日  | 岩見沢 | 1900m | 10頭 | サザンオール       | 牡4  | 北海道 | 2:07.4  | 北村末広   | 鈴木亮平   |
| 第2回  | 1981年8月16日 | 帯広   | 1800m | 8頭  | トヨクラダイオー   | 牡4  | 北海道 | 1:55.4  | 佐々木一夫 | 成田春男   |
| 第3回  | 1982年8月29日 | 岩見沢 | 1900m | 10頭 | アサヒオー         | 牡4  | 北海道 | 2:05.0  | 伊藤隆志   | 田中正二   |
| 第4回  | 1983年8月28日 | 帯広   | 1800m | 11頭 | ビユーテイフアイ   | 牡4  | 北海道 | 2:01.2  | 松本隆宏   | 鈴木亮平   |
| 第5回  | 1984年8月19日 | 岩見沢 | 1900m | 8頭  | イワミポイント     | 牡4  | 北海道 | 2:07.2  | 小林伸義   | 林正夫     |
| 第6回  | 1985年8月25日 | 札幌   | 1800m | 12頭 | ウエスタンペール   | 牡4  | 北海道 | 1:44.6  | 松田路博   | 三上茂     |
| 第7回  | 1986年8月28日 | 札幌   | 2000m | 16頭 | リツキーボーイ     | 牡4  | 北海道 | 2:08.0  | 山下信雄   | 林正夫     |
| 第8回  | 1987年8月13日 | 旭川   | 2100m | 8頭  | ホロトウルフ       | 牡4  | 北海道 | 2:22.6  | 佐々木一夫 | 黒川武     |
| 第9回  | 1988年8月10日 | 岩見沢 | 2000m | 10頭 | ホロトマイケル     | 牡4  | 北海道 | 2:19.7  | 佐々木一夫 | 黒川武     |
| 第10回 | 1989年7月13日 | 岩見沢 | 2000m | 9頭  | ベストンダンデイ   | 牡4  | 北海道 | 2:18.4  | 松本隆宏   | 鈴木英二   |
| 第11回 | 1990年7月19日 | 岩見沢 | 2000m | 10頭 | ダーネルダンサー   | 牝4  | 北海道 | 2:17.6  | 松田路博   | 石本孝博   |
| 第12回 | 1991年8月15日 | 岩見沢 | 2000m | 12頭 | ダンサーズクロス   | 牡4  | 北海道 | 2:16.6  | 國信満     | 鈴木亮平   |
| 第13回 | 1992年7月30日 | 旭川   | 2100m | 9頭  | スガノスキー       | 牡4  | 北海道 | 2:18.8  | 柳澤好美   | 成田春男   |
| 第14回 | 1993年6月24日 | 岩見沢 | 2000m | 12頭 | ササノコバン       | 牡4  | 北海道 | 2:16.1  | 千葉津代士 | 西本博     |
| 第15回 | 1994年7月7日  | 帯広   | 1800m | 12頭 | クリスタルオート   | 牡4  | 北海道 | 1:56.8  | 松本隆宏   | 鈴木英二   |
| 第16回 | 1995年7月27日 | 旭川   | 2100m | 10頭 | ヒノデチヨノオー   | 牡4  | 北海道 | 2:20.5  | 松本隆宏   | 鈴木英二   |
| 第17回 | 1996年8月14日 | 旭川   | 1600m | 10頭 | ユウブエ           | 牡4  | 北海道 | 1:46.9  | 千葉津代士 | 佐藤二郎   |
| 第18回 | 1997年8月21日 | 旭川   | 1600m | 12頭 | シャーペンアイル   | 牡4  | 北海道 | 1:42.5  | 星野純一   | 田中正二   |
| 第19回 | 1998年8月27日 | 旭川   | 1600m | 14頭 | リードリズム       | 牝4  | 北海道 | 1:43.9  | 米川昇     | 手島健児   |
| 第20回 | 1999年9月2日  | 旭川   | 1600m | 14頭 | モミジイレブン     | 牡4  | 北海道 | 1:43.1  | 松本隆宏   | 鈴木英二   |
| 第21回 | 2000年8月31日 | 旭川   | 1600m | 12頭 | クラキングオー     | 牡4  | 北海道 | 1:43.1  | 堂山直樹   | 堂山芳則   |
| 第22回 | 2001年8月15日 | 旭川   | 1600m | 8頭  | ミヤマエンデバー   | 牡3  | 北海道 | 1:42.5  | 堂山直樹   | 堂山芳則   |
| 第23回 | 2002年8月14日 | 旭川   | 1600m | 8頭  | サキノテンリュウ   | 牡3  | 北海道 | 1:45.7  | 五十嵐冬樹 | 石本孝博   |
| 第24回 | 2003年8月21日 | 旭川   | 1600m | 8頭  | ビックネイチャー   | 牡3  | 北海道 | 1:44.5  | 櫻井拓章   | 恵多谷豊   |
| 第25回 | 2004年8月11日 | 旭川   | 1600m | 12頭 | シャンハイジャンプ | 牡3  | 北海道 | 1:45.1  | 佐々木国明 | 若松平     |
| 第26回 | 2005年8月11日 | 旭川   | 1600m | 13頭 | フリートアピール   | 牡3  | 北海道 | 1:44.6  | 五十嵐冬樹 | 廣森久雄   |
| 第27回 | 2006年8月8日  | 旭川   | 1600m | 13頭 | アヤパン           | 牝3  | 北海道 | 1:43.8  | 山口竜一   | 角川秀樹   |
| 第28回 | 2007年8月2日  | 旭川   | 2100m | 12頭 | ブルータブー       | 牡3  | 北海道 | 2:19.0  | 服部茂史   | 廣森久雄   |
| 第29回 | 2008年8月13日 | 旭川   | 2100m | 8頭  | ボク               | 牡3  | 北海道 | 2:22.0  | 佐々木国明 | 若松平     |
| 第30回 | 2009年8月26日 | 門別   | 2600m | 8頭  | フーガ             | 牡3  | 北海道 | 2:56.1  | 五十嵐冬樹 | 桑原義光   |
| 第31回 | 2010年8月19日 | 門別   | 2600m | 11頭 | クラキンコ         | 牝3  | 北海道 | 2:53.2  | 宮崎光行   | 堂山芳則   |
| 第32回 | 2011年8月18日 | 門別   | 2600m | 9頭  | ビューティーリヨ   | 牝3  | 北海道 | R2:47.7 | 岩橋勇二   | 小野望     |
| 第33回 | 2012年8月23日 | 門別   | 2600m | 8頭  | ニシノファイター   | 牡3  | 北海道 | 3:03.0  | 小国博行   | 堂山芳則   |
| 第34回 | 2013年8月22日 | 門別   | 2600m | 9頭  | ビービーコモン     | 牡3  | 北海道 | 2:51.4  | 小国博行   | 堂山芳則   |
| 第35回 | 2014年8月21日 | 門別   | 2600m | 9頭  | スタンドアウト     | 牡3  | 北海道 | 3:00.1  | 阿部龍     | 角川秀樹   |
| 第36回 | 2015年7月30日 | 門別   | 1800m | 10頭 | オヤコダカ         | 牡3  | 北海道 | 1:58.2  | 川原正一   | 原孝明     |
| 第37回 | 2016年7月28日 | 門別   | 1800m | 11頭 | ジャストフォファン | 牡3  | 北海道 | 1:51.9  | 阿部龍     | 角川秀樹   |
| 第38回 | 2017年7月27日 | 門別   | 1800m | 10頭 | スーパーステション | 牡3  | 北海道 | 1:56.7  | 阿部龍     | 角川秀樹   |
| 第39回 | 2018年7月26日 | 門別   | 1800m | 11頭 | クロスウィンド     | 牝3  | 北海道 | 1:57.5  | 坂下秀樹   | 若松平     |
| 第40回 | 2019年8月1日  | 門別   | 1800m | 10頭 | リンゾウチャネル   | 牡3  | 北海道 | 1:54.5  | 五十嵐冬樹 | 堂山芳則   |
| 第41回 | 2020年7月23日 | 門別   | 1800m | 14頭 | コパノリッチマン   | 牡3  | 北海道 | 1:55.7  | 服部茂史   | 田中淳司   |
| 第42回 | 2021年7月22日 | 門別   | 1800m | 8頭  | ラッキードリーム   | 牡3  | 北海道 | 1:57.6  | 石川倭     | 林和弘     |
| 第43回 | 2022年8月16日 | 門別   | 1800m | 12頭 | エンリル           | 牡3  | 北海道 | 1:51.4  | 桑村真明   | 角川秀樹   |
| 第44回 | 2023年8月29日 | 門別   | 1800m | 12頭 | ベルピット         | 牡3  | 北海道 | 1:55.2  | 桑村真明   | 角川秀樹   |
| 第45回 | 2024年8月1日  | 門別   | 1800m | 7頭  | プラセボ           | セ3  | 北海道 | 1:56.1  | 小杉亮     | 米川昇     |
| 第46回 | 2025年7月24日 | 門別   | 1800m | 9頭  | ソルジャーフィルド | 牡3  | 北海道 | 1:56.7  | 小野楓馬   | 川島洋人   |

### 各回競走結果の出典
- 王冠賞 歴代優勝馬 - 地方競馬全国協会